# كوني بريتون
كونستانس إلين بريتون (بالإنجليزية: Connie Britton)‏ (ني وماك؛ ولدت في 6 مارس 1967) ممثلة مغنية ومنتجة أمريكية، ظهرت بريتون لأول مرة في الفيلم الدرامي الكوميدي المستقل الأخوان ماكمولين عام 1995، وفي العام التالي، لعبت لاحقًا دور البطولة في المسلسلات الكوميدية قصيرة ضائع في المنزل عام 2003، وظهرت في عدة أفلام أبرزها فيلم الدراما الرياضية أضواء ليلة الجمعة عام 2004 وفيلم الإثارة الشتاء الأخير عام 2006.

## روابط خارجية
- كوني بريتون على موقع IMDb (الإنجليزية)
- كوني بريتون على موقع ألو سيني (الفرنسية)
- كوني بريتون على موقع ميوزك برينز (الإنجليزية)
- كوني بريتون على موقع تيرنر كلاسيك موفيز (الإنجليزية)
- كوني بريتون على موقع أول موفي (الإنجليزية)
- كوني بريتون على موقع قاعدة بيانات الأفلام السويدية (السويدية)
- كوني بريتون على موقع إن إن دي بي (الإنجليزية)
- كوني بريتون على موقع ديسكوغز (الإنجليزية)
- كوني بريتون على موقع قاعدة بيانات الفيلم (الإنجليزية)
- كوني بريتون على موقع كينوبويسك (الروسية)